# Vilhelm Berger
Vilhelm Berger, född den 17 oktober 1867 i Nysunds församling och död den 24 januari 1938 i New York, var en svensk-amerikansk tidningsman. Son till politikern Anders Berger och bror till politikern Ossian Berger

## Biografi
Efter universitetsstudier utvandrade Berger till Amerika, där han från 1903 var redaktör för Nordstjernan med undantag för åren 1913-15 då han var föreståndare för lutherska emigranthemmet i New York. Berger utgav en rad noveller med svensk-amerikanska motiv, samt ett par språkliga arbeten såsom Vårt språk (1912), Amerikanska ortnamn af svenskt ursprung (1915) samt Svenska tidningar i New York (1929).

### Skönlitteratur
- Rätt och slätt : svensk-amerikanska berättelser / av Felix Vivo. Boston, Mass: V. Berger. 1902. Libris 786983
- Hvardags-händelser : [svensk-amerikanska berättelser] / av Felix Vivo. Boston, Mass: Svenska tryckeriets förl. 1903. Libris 786979
- Hjelp dig sjelf : svensk-amerikanskt lustspel / av Felix Vivo. New York. 1903
- Emigrant-öden / av Felix Vivo. [New York]. 1904. Libris 510150
- Hundår och lyckodagar / av Felix Vivo. [New York]: C. Rasmussen. 1905. Libris 510153
- Ungdomskärlek : svensk-amerikansk novell / av Felix Vivo. [Worcester]. 1908. Libris 510157
- Pytt i panna : svensk-amerikanska berättelser / av Felix Vivo. [Worcester]: [s.n.]. 1912. Libris 509440

### Varia
- Örebrostudenter 1864—1888 : anteckningar. [Örebro]. 1894
- Svenskarne i New York : historiker och biografier. New York. 1908. Libris 1985372
- Vårt språk : ett bidrag till kännedomen om engelska språkets inflytande på svenska språket i Amerika. Rock Island, Ill: Augustana Book Concern. 1912. Libris 507418
- Vår kyrka : de svensk-amerikanska kyrkliga förhållandena, sedda från nationell och folklig synpunkt. [Brooklyn, N.Y.]: [s.n.]. 1912. Libris 507598
- Amerikanska ortnamn af svenskt ursprung. [New York]: [s.n.]. 1915. Libris 22548412. https://runeberg.org/bvortnamn/
- Svensk-amerikanska meditationer. Rock Island, Ill: V. Berger. 1916. Libris 507415. https://runeberg.org/svammedi/
- Svenskarne i New York. [H. 1]. New York: Waldemar J. Adams & Co. 1918. Libris 22550215. https://runeberg.org/svnewyork/
- Svenskarne i New York. H. 2. New York: Waldemar J. Adams & Co. 1918. Libris 510471
- Svenskarne i New York. H. 3. New York: Scandinavian Sales Co. 1918. Libris 510472
- Svenska folklynnet i förskingringen : en studie. [New York]: [Bonnier]. 1924. Libris 479115
- Svenska tidningar i New York, N.Y. : ett litet bidrag till den svensk-amerikanska tidningspressens tragiska historia. [New York]: [s.n.]. 1929. Libris 507601
- Svensk sång i New York, N.Y. [New York]: V. Berger. 1929. Libris 507419
- John Ericsson minnet i New York, N.Y. [New York]: [s.n.]. 1930. Libris 507595
- De svenska välgörenhets-anstalterna i New York, N.Y. [New York]: [s.n.]. 1930. Libris 507602
- Augustana-synodens församlingar i New York, N.Y. [New York]. 1931. Libris 507420
- De svenska baptist-församlingarna i New York, N.Y. [New York]: [s.n.]. 1931. Libris 507593
- De svenska metodist-församlingarna i New York, N.Y. [New York]: [s.n.]. 1931. Libris 507596
- De svenska missions-församlingarna i New York, N.Y. [New York]: [s.n.]. 1931. Libris 507597
- Svenska ordnar och medaljer i Förenta staterna. [New York]: [s.n.]. 1931. Libris 507599
- Svensk-Amerika i målbrottet. [New York]: [Bonnier]. 1933. Libris 507414
- En hjärnarbetares funderingar. [New York]: [Bonnier]. 1934. Libris 509438
- De svenska sjukhjälps-föreningarna i New York, N.Y. [New York]: [s.n.]. 1934. Libris 507600
- Svensk-amerikanska språket : ett bidrag till kännedomen om engelska språkets inflytande på svenska språket i Amerika. [New York]: [Bonnier]. 1934. Libris 507416
- Glad och hungrig : minnen från mitt hundår i Amerika. New York: Bonnier. 1936. Libris 509435
- De svenska välgörenhetsanstalterna i Amerika. New York: [s.n.]. 1935. Libris 857142
- En näve svensk-amerikanskt : aforismer. New York, N.Y: Bonnier. 1937. Libris 509436
- President Franklin D. Roosevelts svenska härstamning. New York, N.Y: Bonnier. 1937. Libris 509437